# Vị Nguyên
Vị Nguyên (chữ Hán phồn thể:渭源縣, chữ Hán giản thể: 渭源县, bính âm: Wèiyuán Xiàn, âm Hán Việt: Vị Nguyên huyện) là một huyện thuộc địa cấp thị Định Tây, tỉnh Cam Túc, tỉnh Cam Túc, Cộng hòa Nhân dân Trung Hoa. Huyện Vị Nguyên có diện tích 2065 km², dân số năm 2004 là 340.000 người. Mã số bưu chính của huyện Vị Nguyên là 748200. Chính quyền huyện Vị Nguyên đóng tại trấn Thanh Nguyên. Về mặt hành chính, huyện này được chia ra các đơn vị hành chính gồm 3 trấn, 17 hương.
- Trấn: Thanh Nguyên, Liên Phong và Hội Xuyên.
- Hương: Ngũ Trúc, 锹峪乡, Bồ Xuyên, Lộ Viên, Thất Thánh, Bắc Trại, Đại An, Tần Kỳ, Tân Trại, Lê Gia Loan, Khánh Bình, Kỳ Gia Miếu, Thượng Loan, Ma Gia Tập, Hiệp Thành, Điền Gia Hà và Dương Trang.